# الشركة العامة عابرة الأطلسي
شركة العامة عابرة الأطلسي ( CGT ، التي يطلق عليها عملاء Transat ، أو French Line قبل العملاء الناطقين باللغة الإنجليزية) هي شركة شحن فرنسية . تأسست في عام 1855 من قبل الأخوين إميل وإسحاق بيريير تحت اسم شركة النقل البحري العامة ، وهي مسؤولة من قبل الدولة عن نقل البريد إلى أمريكا الشمالية وتأخذ اسمها النهائي في عام 1861. بعد فترة من التجربة والخطأ في القرن التاسع عشر الشركة، مدفوعا رؤسائها جول شارل رو و جون دال Piaz ، تكتسب أهمية في السنوات عام 1910 إلى عام 1930 ، مع بطانات المرموقة مثل باريس ، ' إيل-دو-فرانس وخصوصا نورماندي . بعد أن هزمت الحرب العالمية الثانية ، اكتسبت أهمية جديدة في عام 1962 مع الخطوط الجوية الفرنسية الشهيرة ، التي تعاني من الكثير من المنافسة من النقل الجوي وتم سحبها في عام 1974. في السنوات التي تلت ذلك ، اندمجت الشركة مع شركة شحن الرسل لتشكيل Compagnie Générale Maritime ، والتي أصبحت فيما بعد Compagnie Maritime de Charterage - Compagnie générale maritime (CMA - CGM).